# Synechococcales
Las Synechococcales son un  orden de cianobacterias cosmopolitas, son el orden más diverso de las cianobacterias incluyendo formas cocales y filamentosas. Son importantes componentes del picoplancton fotosintético y probablemente constituyen los organismos fotosintéticos más abundantes de la Tierra. Se caracterizan por tener un tamaño pequeño, presentar los pigmentos mixoxantina, zeaxantina y ficobiliproteínas. Aunque también incluyen a cianobacterias filamentosas muy abundantes en todos los sistemas acuáticos como Leptolyngbya.
Además presentan otros pigmentos: Synechococcus tiene clorofila a y varias ficobilinas, mientras que Prochlorococcus presenta clorofila a2, b2, ficobilisomas y α-caroteno.
Muchos géneros dentro de Synechococcales solo se conocen por su secuencia metagenómica. 

## Taxonomía
Las Synechococcales incluyen las siguientes familias
- Familia Acaryochloridaceae
- Familia Coelosphaeriaceae
- Familia Heteroleibleiniaceae
- Familia Chamaesiphonaceae
- Familia Leptolyngbyaceae
- Familia Merismopediaceae
- Familia Oculatellaceae
- Familia Prochloraceae
- Familia Pseudanabaenaceae
- Familia Romeriaceae
- Familia Schizotrichaceae (En discusión)
- Familia Synechococcaceae
- Familia Trichocoleusaceae